# Iulian Tameș
Iulian Tameș (* 6. Dezember 1978 in Mizil, Kreis Prahova) ist ein rumänischer ehemnaliger Fußballspieler, der als Mittelfeldspieler agierte.

## Karriere
Tameș begann seine Karriere in der Jugend von Dinamo Bukarest, wo er 1997 in die erste Mannschaft kam. Er wurde kurz darauf zum AS Rocar Bukarest verliehen und ein Jahr später zum ARO Câmpulung, von wo er im Jahr 2000 zu Dinamo zurückkehrte. In vier Jahren beim rumänischen Traditionsklub konnte er zweimal rumänischer Meister (2002, 2004) und dreimal Pokalsieger (2001, 2003, 2004) werden.
Im Januar 2005 wechselte er nach Russland zu Alanija Wladikawkas, wo er nur drei Spiele absolvierte, ehe er nach Rumänien zurückkehrte.
Bei Național Bukarest war Tameș ein halbes Jahr unter Vertrag, danach kehrte er zu seinem Stammklub Dinamo zurück. Anfang der Saison 2007/08 wechselte er zum FC Argeș Pitești. Auch nach zwei Abstiegen hielt der dem FC Argeș die Treue. Seit Sommer 2010 steht er beim FC Timișoara unter Vertrag. Die Spielzeit 2010/11 beendete er mit seinem neuen Klub als Vizemeister hinter Oțelul Galați. Anschließend wurde seinem Klub die Zulassung zur Saison 2011/12 verweigert und er musste in der Liga II antreten. Im Januar 2012 kehrte Tameș zu Dinamo Bukarest zurück. Nach nur einem halben Jahr zog es ihn zu Ligakonkurrent FC Brașov. Ab Januar 2013 war er ein halbes Jahr ohne Verein. Im August 2013 nahm ihn Drittligist SCM Argeșul Pitești unter Vertrag.

### Nationalmannschaft
International spielte der Mittelfeldspieler bisher fünf Mal für Rumänien.

## Erfolge
- Rumänischer Meister: 2002, 2004
- Rumänischer Pokalsieger: 2001, 2003, 2004, 2012